# ヤバイTシャツ屋さん
ヤバイTシャツ屋さん（ヤバイティーシャツやさん、英語: Yabai T-shirts yasan）は、日本のスリーピースロックバンド。所属事務所はBADASS。レーベルはユニバーサルミュージックグループ傘下のユニバーサルシグマ。略称は「ヤバT（ヤバティー）」。

## 略歴
バンド名は、こやまたくやが大阪芸術大学時代に、自身が所属していたニューフォーククラブの先輩「パイナップルせんぱい」が発した「今度の土曜日、ヤバイTシャツ屋さん行きまぁーす」の言葉の語感が良く、「これをバンド名にしてバンドを組みたい」と思ったことに由来する。こやまの下、大阪芸術大学に在学していた軽音楽サークルのメンバーによって2012年5月に招集・結成されるが、わずか1か月で活動を休止。翌2013年10月に現在のメンバーで活動を再開する。関西を拠点にライブ活動を行い、自主制作でCDをリリースしながら「出れんの!?サマソニ!?」で「大谷ノブ彦賞」に選出、963組中2位で出演権を獲得してSUMMER SONIC2015 TOKYOに出演を果たした。同年11月に関西最大級の音楽コンテスト「eo Music Try 2015」でグランプリを獲得。2016年に京都大作戦、牛若ノ舞台に初出演し、同年11月2日にはユニバーサル・ミュージックからメジャーデビューを果たした。
2016年11月1日からコラボカフェ「ヤバイTシャツ屋さんのタンクトップカフェ」が東京・大阪の2都市で開催。メンバーの考案したものも含め、カフェ限定グッズも販売された。約5年ぶりとなる2021年6月10日からは第二弾が東京・大阪・名古屋・仙台の全国4都市で開催。カフェではメンバーからのアイデアを中心に楽曲にちなんだフードやデザート、さらにはメンバーの地元名産を使用したドリンクなど、ユニークで個性的なメニューが続々登場した。
2018年3月にこやまが左声帯嚢胞で声帯手術を行うため、約1か月間ライブ活動を休止した。小山の病気、手術についての発表は、ライブに足を運んでくれる観客のことを考え、ライブツアー「Galaxy of the Tank-top” TOUR 2018」終了後の発表となった。
2018年12月には「FM802 RADIO CRAZY」への出演と、3rd FULL ALBUM「Tank-top Festival in JAPAN」のリリースを記念して、NU茶屋町×FM802 RADIO CRAZY ROCK XMAS!!!コラボレーションが実現。ヤバイTシャツ屋さんのカフェ・ド・タンクトップ、ヤバイTシャツ屋さんのタンクトップツリー、タンクトップくんのかわEフォトスポットがNU茶屋町にて展開された。
2019年1月から始まったライブツアー「ヤバイTシャツ屋さん “Tank-top Festival in JAPAN” TOUR 2019」のファイナル公演を、6月8日、9日にサンリオピューロランドにて開催した。舞台上にはハローキティを始めとした、メンバーのサンリオの推しキャラクターたちも登場した。
2020年9月30日に4枚目のフルアルバム「You need the Tank-top」を発売する。その際、発表されてから24時間以内に予約した者限定でメンバーの直筆サインを特典に付ける販売方法をとった結果、4万枚の直筆サインを書くことになった。そのおかげもありバンド初となるオリコン週間ランキング一位を記録した。
2020年10月2日から株式会社イオンファンタジーとコラボレーションし、全国のアミューズメント施設"モーリーファンタジー"、"PALO"、オンライン・クレーン・ゲーム"モーリーオンライン"、カプセルトイ専門店"TOYS SPOT PALO"限定で、プライズ・ゲーム用景品とカプセルトイが順次展開された。約1年後の2021年6月25日からは第二弾が開催され、新しく8アイテム19種類のラインナップの限定プライズ・カプセルトイが展開された。
2020年10月3日から2021年3月20日までライブツアー「"You need the Tank-top" TOUR 2020-2021」を開催し、東京公演はZepp Tokyoで3月2日、3日、5日、6日、9日に5Daysで行われた。同年11月14日には初の大阪城ホールでのワンマンライブ「まだ早い。」を開催し、この公演の模様は2022年1月22日にCSテレ朝チャンネル1で独占放送された。
2021年7月から東京・大阪にて開催された「KUROMI POP-UP SHOP」にてクロミとこやまたくやのコラボグッズが発売された。同年11月に開催された第二弾でも再度コラボが実現した。
2022年8月25日には、バンド初となる日本武道館公演を開催、成功を収めた。
2023年8月17日に神奈川県の横浜BUZZ FRONTで開催されたワンマンライブにて、2023年10月2日から10th Anniversary BEST ALBUM『BEST of the Tank-top』を掲げたバンド初となる47都道府県を巡る、全57公演に及ぶツアーを開催することが発表された。
2023年9月8日から、サンリオキャラクターズとの新たなコラボレーション「ヤバイTシャツ屋さん10周年記念！ サンリオキャラクターズとめちゃくちゃコラボするショップ」が東京・SHIBUYA109内のDISP!!!で開催。コラボショップはその後、全国各地のロフトでも展開された。
2024年5月11、12日に志摩スペイン村にて、『"スペインのひみつ解明 ONE-MAN SHOW" in 志摩スペイン村 〜ザ・リベンジ〜』を開催、成功に収めた。この公演は2020年3月28、29日に開催予定だったワンマンライブのリベンジ公演にあたる。このイベントは志摩スペイン村全面協力のもと、テーマパークやホテルを完全貸切で開催された。ライブ開催後には期間限定イベントとして、コラボメニューの提供やコラボアトラクションが運営された。
2025年5月7日、前年5月に2日間に渡って志摩スペイン村で開催したライブ『"スペインのひみつ解明 ONE-MAN SHOW" in 志摩スペイン村 〜ザ・リベンジ〜』の模様を両日分収めた映像作品『Tank-top of the DVD SPECIAL III -志摩スペイン村-』を3枚組DVDと2枚組BDで発売。また11日には、ありぼぼの妊娠を報告。これにより7月以降に予定されている野外ライブや9月以降に予定されている全公演は、助っ人（サポート）を迎えて行うことを発表した。

## メンバー
こやまたくや - ボーカル・ギター
1992年10月23日（32歳）京都府京都市で生まれ、5歳の時に京都府宇治市に引っ越す。大阪芸術大学芸術学部映像学科卒業。「無線LANばり便利」のPV終盤で京都府在住であることが明かされた（2018年以降上京）。
ヤバイTシャツ屋さんのほぼ全ての楽曲の作詞作曲を担当している。
中学時代にマキシマム ザ ホルモンを好きになったことがきっかけでギターを独学で始める。地元・宇治の太陽が丘（京都府立山城総合運動公園）で毎年開催されている10-FEET主催の野外フェス・京都大作戦にマキシマム ザ ホルモンが出演することをきっかけに初回開催の2008年から参加しており、2016年からはヤバイTシャツ屋さんで出演アーティスト側として参加している。
2021年3月1日に宇治市出身アーティストの集まり「宇治会」の一員として、宇治市観光大使に就任し、2022年1月21日には京都府文化観光大使に就任した。
本名や寿司くん名義で映像作家として自主アニメ制作や、ヤバイTシャツ屋さんや自身以外のアーティストのMV監督などの制作活動をしている。またイラストレーターとしてSiMやPUI PUIモルカーとのコラボ作品も発表している。
2024年12⽉6日にアニメ公式X / YouTubeで配信のオリジナル短編アニメーション『パンの赤ちゃん』に声優として参加。「フランスパンの赤ちゃん」役の声優を務めた。
ありぼぼ - ボーカル・ベース。
????年3月31日 大阪府高槻市出身。愛知で生まれ、0歳7ヶ月頃から5歳までアメリカで生活していた帰国子女。大阪芸術大学芸術学部映像学科卒業。ヤバイTシャツ屋さんとは別に「ありぼぼ」というソロ活動を行なっている。中学生の時、吹奏楽部でトロンボーンをやりたかったが、ホルンの担当となった。しかし、低音の楽器をやりたい気持ちが捨てきれず、小学1年生から習っていた琴の中でも低音の十七絃を始めようと思ったが、腱鞘炎になると母親に止められ、父親にベース (弦楽器)を勧められてベースを始めた。2023年秋頃までのアーティスト名は、苗字の入った「しばたありぼぼ」。ヤバイTシャツ屋さんでは各アルバムにつき1曲、ありぼぼが作詞作曲を担当する楽曲が収録されている。
スペースシャワーTVで放送中のSiM MAHらが手掛けるゲーミングプロジェクト「THE REBEL’S eMPIRE」のゲーミングチーム「ReMG」のPLAYeRSに2020年4月30日加入。2020年12月21日には大阪府高槻市たかつき観光大使に就任している。
2023年11月24日にピン芸人のどんぐりたけしと結婚したことをNHK-FMのレギュラーラジオ「ヤバイラジオ屋さん」の緊急生放送およびX（旧Twitter）にて発表した。
ハロー!プロジェクトのファンでもある。
2024年2月には「性別・身長・体型問わず楽しんでいただけるブランド」をコンセプトに、デザインやプロデュースを自ら手掛けるファッションブランド「neüron」（にゅうろん）を設立した。
2025年5月11日 "Tank-top Festival 2025"のMCで妊娠を発表。2025年7月以降の野外ライブはサポートベーシストを入れ、9月以降は全てのライブでサポートベーシストとしてWiennersの560を入れて出演すると発表した。
もりもりもと - ドラムス・コーラス。
1993年10月19日（31歳） 静岡県浜松市出身。浜松学芸高等学校卒業。大阪芸術大学芸術計画学科卒業。
小学校3年生の頃からドラムを叩いており、中学生の時には吹奏楽部に所属していた。高校時代にはバンドを組んで浜松市のライブハウスで演奏もしていた。
2019年に浜松市やらまいか大使に就任した。

## ディスコグラフィー

### メジャー

#### デジタル配信
|       | 発売日         | タイトル                                              | 備考                                                      |
| ----- | -------------- | ----------------------------------------------------- | --------------------------------------------------------- |
| 1st   | 2020年1月13日  | はたちのうた                                          | 成人の日に配信開始                                        |
| 2nd   | 2021年4月9日   | ZORORI ROCK!!!                                        |                                                           |
| other | 2021年10月5日  | dabscription                                          | Buyer Client名義でのリリース                              |
| 3rd   | 2022年5月4日   | ちらばれ!サマーピーポー                               |                                                           |
| 4th   | 2022年12月12日 | hurray                                                |                                                           |
| 5th   | 2023年6月19日  | ハッピーウエディング前ソング（2年以内に別れないver.） |                                                           |
| 6th   | 2024年4月5日   | k.r.k.r.                                              | タイトルの読みは「ケーアールケーアール」                  |
| 7th   | 2024年11月25日 | ええがな                                              | 【推しの子】 第5話 特別映像公開に合わせてリリースされた。 |

### 参加作品
| 発売日         | アーティスト                     | タイトル                                          | 収録曲                                                                 | 備考 |
| -------------- | -------------------------------- | ------------------------------------------------- | ---------------------------------------------------------------------- | --- |
| 2019年12月18日 | ROTTENGRAFFTY                    | ROTTENGRAFFTY Tribute Album〜MOUSE TRAP〜         | D.A.N.C.E.                                                             | ROTTENGRAFFTYのトリビュートアルバム                                                                     |
| 2020年3月25日  | サンボマスター                   | サンボマスター究極トリビュート ラブ フロム ナカマ | 光のロック                                                             | サンボマスターのトリビュートアルバム                                                                    |
| 2021年10月27日 | Dizzy Sunfist                    | DIZZYLAND -To Infinity and Beyond-                | Tonight, Tonight, Tonight with しばたありぼぼ from ヤバイTシャツ屋さん | 初回盤DVDに収録                                                                                         |
| 2022年3月23日  | 10-FEET                          | 10-feat                                           | JUST A FALSE! JUST A HOLE! feat.ヤバイTシャツ屋さん                    | 10-FEETのコラボレーションアルバム                                                                       |
| 2022年1月24日  | ヤバイＴシャツ屋さん VS 岡崎体育 | Beats Per Minute 220                              | Beats Per Minute 220                                                   | ヤバイＴシャツ屋さん VS 岡崎体育名義のコラボデジタルシングル 『Red Bull SoundClash 2022』テーマ・ソング |

### 本
| 発売日         | タイトル                                                         | 備考                                                                          |
| -------------- | ---------------------------------------------------------------- | ----------------------------------------------------------------------------- |
| 2017年7月12日  | バンド・スコア ヤバイTシャツ屋さん「We love Tank-top」           | メンバー監修によるバンドスコア                                                |
| 2018年10月29日 | バンド・スコア ヤバイTシャツ屋さん「Galaxy of the Tank-top」     | メンバー監修によるバンドスコア第二弾                                          |
| 2020年2月29日  | バンド・スコア ヤバイTシャツ屋さん「Tank-top Festival in JAPAN」 | メンバー監修によるバンドスコア第三弾                                          |
| 2024年6月22日  | History of the Tank-top                                          | 志摩スペイン村でのライブにて先行販売され、6月22日に一般販売された10周年記念本 |

## 楽曲提供
- 夢みるアドレセンス「アイドルレース」（作詞・作曲：こやまたくや、編曲：NARASAKI）[84]
- 道重さゆみ
  - 「Bunny Party」（作詞：しばたありぼぼ、作曲：こやまたくや、編曲：鈴木俊介）[85]
  - 「ばりかわよかROCK」（作詞：しばたありぼぼ、作曲：こやまたくや、編曲：大久保薫）[86]
  - 「へゔんな人たちに捧げる歌」（作詞・作曲：ありぼぼ、編曲：大久保薫）[87]
  - 「好♡フルーツランド」（作詞・作曲：ありぼぼ、編曲：大久保薫）[87]
  - 「さゆみるふぃーゆ」（作詞：ありぼぼ、作曲：こやまたくや、編曲：大久保薫）
- ゾロリ（CV:山寺宏一）「ゾロリのおれさま最高ソング」（※『もっと!まじめにふまじめ かいけつゾロリ』第24話挿入歌）（作詞・作曲：こやまたくや、 編曲：ヤバイTシャツ屋さん）[88]
- 岸本ゆめの「り：すたーと」（作詞・作曲：ありぼぼ、編曲：michitomo）
- ジャニーズWEST「WEST NIGHT」（作詞・作曲：こやまたくや）[89]
- CUTIE STREET「ちきゅーめいくあっぷ計画」（作詞・作曲：ありぼぼ、編曲：大久保薫）[90][91]
- ジェル & 遠井さん「めっちゃ遠い! feat.ジェル＆遠井さん」（作詞・作曲：こやまたくや）※劇場版『遠井さんは青春したい!『バカとスマホとロマンスと』』オープニングテーマ[92]
- ロージークロニクル「薔薇より美しい人生」（作詞：ありぼぼ、作曲・編曲：大久保薫）

## タイアップ
| 楽曲                                              | タイアップ                                                                         | 収録作品                                   |
| ------------------------------------------------- | ---------------------------------------------------------------------------------- | ------------------------------------------ |
| 無線LANばり便利                                   | QTnet「光インターネットBBIQ」CMソング                                              | 1stアルバム『We love Tank-top』            |
| とりあえず噛む                                    | ロッテ「キシリトールガム」20周年記念プロジェクトソング                             | 5thシングル『パイナップルせんぱい』        |
| Tank-top in your heart                            | サントリー『デカビタC』コラボソング                                                | 2ndアルバム『Galaxy of the Tank-top』      |
| DANCE ON TANSU                                    | グリコ セブンティーンアイス ダンスコンテスト2019 課題曲                            | 2ndアルバム『Galaxy of the Tank-top』      |
| 鬼POP激キャッチー最強ハイパーウルトラミュージック | モード学園2018年度TVCMソング                                                       | 6thシングル『げんきいっぱい』              |
| KOKYAKU満足度1位                                  | 映画『ニセコイ』劇中使用曲                                                         | 7thシングル『とってもうれしいたけ』        |
| Tank-top Festival 2019                            | サントリー『デカビタC』コラボソング                                                | 3rdアルバム『Tank-top Festival in JAPAN    |
| かわE                                             | 映画『ニセコイ』主題歌                                                             | 3rdアルバム『Tank-top Festival in JAPAN    |
| かわE                                             | au『「意識高すぎ！高杉くん」シリーズ「ドラム」篇』CMソング                         | 3rdアルバム『Tank-top Festival in JAPAN    |
| 癒着☆NIGHT                                        | 日本コカ・コーラ『スプライト』CMソング                                             | 8thシングル『スペインのひみつ』            |
| 案外わるないNHK                                   | 『NHKフレッシャーズキャンペーン2018』キャンペーンソング                            | 8thシングル『スペインのひみつ』            |
| きっとパルケエスパーニャ                          | 志摩スペイン村『25thアニバーサリー夏CM』CMソング                                   | 8thシングル『スペインのひみつ』            |
| 泡 Our Music                                      | クラシエ『いち髪』CMソング                                                         | 9thシングル『うなぎのぼり』                |
| はたちのうた                                      | 毎日放送『ちちんぷいぷい』 20周年記念ソング                                        | 9thシングル『うなぎのぼり』                |
| はたちのうた                                      | 毎日放送『+ music』マンスリーテーマソング                                          | 9thシングル『うなぎのぼり』                |
| Give me the Tank-top                              | AVIOT「TE-D01g」タイアップソング                                                   | 4thアルバム『You need the Tank-top』       |
| げんきもりもり!モーリーファンタジー               | モーリーファンタジー限定プライズ登場記念ソング                                     | 4thアルバム『You need the Tank-top』       |
| 寿命で死ぬまで                                    | 中京テレビ『名探偵だった俺が転生したら赤ちゃんだった件』主題歌                     | 4thアルバム『You need the Tank-top』       |
| Bluetooth Love                                    | Hulu『マイルノビッチ』主題歌                                                       | 10thシングル『こうえんデビュー』           |
| もももで歌うよどこまでも                          | 『桃太郎電鉄 〜昭和 平成 令和も定番!〜』CMソング                                   | 11thシングル『ひまわりコンテスト』         |
| ZORORI ROCK!!!                                    | NHK Eテレ『もっと!まじめにふまじめ かいけつゾロリ』 第2シーズン エンディングテーマ | 5thアルバム『Tank-top Flower for Friends』 |
| dabscription                                      | テレビ東京 ドラマ25『おしゃ家ソムリエおしゃ子! 2』エンディングテーマ               | 5thアルバム『Tank-top Flower for Friends』 |
| hurray                                            | 日本テレビ系列 ZIP!朝ドラマ『クレッシェンドで進め』劇中歌                          | 5thアルバム『Tank-top Flower for Friends』 |
| スーモマーチ(ハウ前ソver.)                        | ｢SUUMO｣TV-CM｢スーモとヤバT ライブ｣編                                               | ベストアルバム『BEST of the Tank-top』     |
| スーモマーチ(ネコ飼いたいver.)                    | ｢SUUMO｣TV-CM｢スーモとヤバT お宅訪問｣編                                             | ベストアルバム『BEST of the Tank-top』     |
| 大阪芸大MY REQUESTジングル~ヤバイコラボ曲~        | FM802【ROCK KIDS 802 OCHIKEN Goes ON!!】内『大阪芸術大学MY REQUEST』ジングル       | ベストアルバム『BEST of the Tank-top』     |
| #このラジオがヤバい ジングル                      | NHK･民放連共同ラジオキャンペーン｢#このラジオがヤバい｣ジングル                      | ベストアルバム『BEST of the Tank-top』     |
| ゾロリのおれさま最高ソング(DEMO ver.)             | NHK Eテレ｢もっと！まじめにふまじめ かいけつゾロリ｣                                 | ベストアルバム『BEST of the Tank-top』     |
| 恐竜 〜Dynamite Soul〜                            | NHK Eテレ「マイプとティラノの恐竜ダイすき」                                        | 12thシングル『スペインのひみつ2』          |
| k.r.k.r.                                          | YouTubeアニメ『混血のカレコレ』オープニングテーマ                                  | 12thシングル『スペインのひみつ2』          |
| すこ。                                            | アニメ『村井の恋』エンディングテーマ                                               | 12thシングル『スペインのひみつ2』          |
| ええがな                                          | Amazon Prime Videoドラマシリーズ【推しの子】第5話主題歌                            | 配信シングル「ええがな」                   |
| Searching for Tank-top                            | ワーナー ブラザース ジャパン 映画『カラダ探し THE LAST NIGHT』挿入歌               | 未収録                                     |

## 受賞
- 「出れんの!?サマソニ!? 2015」大谷ノブ彦賞[12]
- 「eo Music Try 2015」グランプリ[13]
- 「ワン！チャン！！〜ビクターロック祭り2016への挑戦〜」グランプリ[118]
- 2017年「文化庁メディア芸術祭」エンターテインメント部門新人賞受賞（岡崎体育『MUSIC VIDEO』：寿司くん〈こやまたくや〉監督）[119]
- 「SPACE SHOWER MUSIC AWARDS 2018」BEST CONCEPTUAL VIDEO(『ヤバみ』、寿司くん〈こやまたくや〉監督）[120]
- NHK「ヤバイラジオ屋さん」（2019年1月6日放送分）NHK編成局長特賞[121]
- 2024年10月度 一般社団法人日本レコード協会 ストリーミング認定「ハッピーウェディング前ソング」がゴールド認定。[122]

## 出演

### テレビ
- テンゴちゃん（2018年5月13日、NHK総合[123]）‐ 当時は定期放送化するのかが未定で、インターネット上の反応によって今後が決定するとの事だったが、無事レギュラーに昇格。
- テンゴちゃん 〜土曜深夜の辺境レボリューション〜（2018年8月15日 - 2020年3月8日、毎月第1または第2土曜日深夜、NHK総合） - 下記の単発と同様、岡崎体育と共に司会を務めた[124][125]
- よなよなラボ（2020年4月18日 - 2022年3月19日、毎月第1または第2土曜日深夜、NHK総合）[126]
- タモリ俱楽部（2019年5月24日、テレビ朝日）
- #新日本いいね！～北海道・襟裳岬編（2019年7月27日、9月5日(再放送)、NHK BSプレミアム）‐こやまたくやのみ
- 沼にハマって聞いてみた #200 BEYOOOOONDS沼（2020年3月18日、NHK　Eてれ）‐しばたありぼぼのみ
- 勇者ああああ～ゲーム知識ゼロでもなんとなく見られるゲーム番組～（2020年9月17日、テレビ東京）
- シブヤノオト Presents LOVEライブハウス（2020年11月21日、NHK総合）
- Love music（2021年2月21日、2022年6月26日、フジテレビ）
- ちちんぷいぷい（2021年3月8日、MBS毎日放送）
- 独占放送 「ヤバイTシャツ屋さん "You need the Tank-top" TOUR 2020-2021 完全版」（2021年4月3日、CSテレ朝チャンネル1/スカパー！オンデマンド）
- 3人の鬼才・6秒世界2（2021年9月19日、ABC朝日放送）‐こやまたくやのみ
- もっと!まじめにふまじめ かいけつゾロリ 第24話（2021年10月15日、テレビ朝日） - ケバイアロハ屋さん 役[127][注釈 2]
- ハマスカ放送部（2022年5月9日、テレビ朝日）
- 音楽爆弾（2022年6月29日、2023年5月22日、テレビ大阪）
- オスケバ（2023年2月7日、2月14日、フジテレビ）‐こやまたくやのみ
- Love music（2023年2月26日(※テレビ初歌唱)、3月5日、フジテレビ）
- スッキリ (テレビ番組)（2023年3月2日、日本テレビ）
- バズリズム02（2023年3月3日、日本テレビ）
- アルピーテイル（2023年3月8日、テレビ朝日）
- ヤバイTシャツ屋さん『Tank-top Flower for Friends』SPECIAL（2023年3月8日、スペースシャワーTV）
- ラヴィット!（2023年3月15日、TBSテレビ）
- SONGS OF TOKYO（2023年3月20日、4月2日、NHK総合）
- カミオトー上方音祭ー（2023年6月17日、読売テレビ）
- 神ROCKTV（2023年6月23日、TOKYO MX）
- 関ジャム 完全燃SHOW（2023年7月2日、11月12日、2024年3月17日、テレビ朝日）‐こやまたくやのみ
- ちょいバラ「ヤバTともだちできるかな？」（2023年8月28日 - 9月18日・11月26日、ABC朝日放送）[128]
- 音楽爆弾（2023年9月13日、テレビ大阪）‐もりもりもとのみ
- 突然ですが占ってもいいですか?（2023年9月18日、フジテレビ） - しばたありぼぼぼのみ、あのと共演
- バズリズム02（2023年10月20日、日本テレビ）
- プレミアMelodiX!（2023年10月23日、2024年8月26日、テレビ東京）
- ティーンズビデオ 2023 第1部（2023年11月5日、NHK　Eてれ）‐こやまたくやのみ
- ミュージックステーション 2時間スペシャル （2023年11月10日、テレビ朝日）
- テレ東60祭！ミュージックフェスティバル2023～一生聞きたい！昭和・平成・令和ヒット曲100連発～（2023年11月15日、テレビ東京）
- Music Proof～ヤバイTシャツ屋さん～ (2023年12月30日、BSフジ　2024年1月10日、フジテレビ)
- なにわんFES（2024年3月8日、5月8日、NHK総合、関西）
- ちょいバラトーナメント2023 優勝記念特番「ヤバTともだちできるかな？inオホーツク」（2024年3月24日、ABC朝日放送） [128]
- 酒のツマミになる話（2024年4月5日、フジテレビ）‐こやまたくやのみ
- 君の声が聴きたい（2024年4月19日、5月3日、NHK秋田）
- ラヴィット!（2024年5月3日、8月9日、TBSテレビ）‐こやまたくやのみ
- 辞書で呑む（2024年5月16日、5月23日、テレビ東京）‐こやまたくやのみ
- なるみ・岡村の過ぎるTV（2024年5月27日、朝日放送テレビ）‐こやまたくやのみ
- 秘密のケンミンSHOW 極（2024年5月30日、讀賣テレビ放送、日本テレビ）‐こやまたくやのみ
- 踊る!さんま御殿!!（2024年6月11日、日本テレビ）‐しばたありぼぼのみ
- きんよる秋田　もうすぐ男鹿フェス！君にエールを届けたい（2024年7月5日、NHK秋田）
- apartment8（2024年7月24日、日本テレビ）‐しばたありぼぼのみ
- あのちゃんの電電電波♪（2024年9月3日、テレビ東京）
- 男鹿フェス2024（2024年9月20日、NHK秋田）
- バズリズム02 （2024年9月20日、日本テレビ）
- ほっと関西（2024年9月25日、NHK総合、関西）
- ニュースこまち（2024年9月25日、NHK総合、秋田）
- INITIME MUSIC（2025年2月17日、2月24日、日本テレビ）
- オンガクお嬢Remix（2025年2月22日、日本海テレビ）

### ゲーム
- jubeat - 「ハッピーウェディング前ソング」が2021年2月1日までプレイ可能だった[129]。
- 太鼓の達人 - 「ハッピーウェディング前ソング」が2019年7月25日から2022年6月21日までプレイ可能だった[130][131]。
- SHOW BY ROCK!! Fes A Live（2020年4月 - 、iOS / Android） - ゲーム内にヤバイTシャツ屋さんの楽曲が収録されるほか、メンバーそれぞれをモチーフとしたゲームキャラクター「ヤバイ洗濯屋さん」が登場する[132][133]。

### ラジオ
- ヤバイTシャツ屋さんのオールナイトニッポンR（2016年11月5日、ニッポン放送）[134]
- ヤバイTシャツ屋さんのオールナイトニッポンGOLD（2018年5月11日、ニッポン放送）[135]
- ヤバイTシャツ屋さん WEEKEND SHELTER（奇数月毎週日曜夜22時 - 23時、エフエム京都）[136]
- ラジオ特番「今日は一日“民放ラジオ番組”三昧〜#このラジオがヤバい〜」（2019年、NHK-FM、民放ラジオ101局[137]） - 番組のオリジナルのジングルも提供した[138]。
- ヤバイラジオ屋さん（2018年8月18日・2019年1月6日・8月22日・2020年1月3日・4月29日・8月12日、11月7日よりレギュラー放送[139]、NHKラジオ第1→NHK-FM[140]）
- アーティスト・プロデュース・スーパー・エディション（2021年2月、JFNC）[141]
- こやまたくやのレギュラー番組　WAKUWAKU STATION（奇数月 毎週金曜日 22:00〜23:00、α-STATION）

### CM
- SUUMO（スーモ）TVCM「スーモとヤバT ライブ篇」（2019年） -「スーモマーチ」[142]
- SUUMO（スーモ）TVCM「スーモとヤバT お宅訪問篇」（2019年） -「スーモマーチ」[143][注釈 3]
- vivion comipo 『comipo歌漫画大賞』マンガの楽しさプラス音♪」篇-「ハッピーウェディング前ソング」(2022年)
- 新生フィナンシャル「レイク」（2024年1月）[144]

### その他
- NHKフレッシャーズキャンペーン2018 - イメージキャラクター[145]
- 勇者ああああ（テレビ東京）- 「あつまれ！パーティーピーポー」をテーマソングとして使用。2020年9月18日の放送にはヤバイTシャツ屋さんメンバー本人が出演[146]。
- AVIOT ワイヤレスイヤホン ヤバイTシャツ屋さん x AVIOT コラボモデル「TE-D01g-ybt」 - メンバーが音質・デザインを監修したワイヤレスイヤホンを発売[147]。
- 運転免許トロッカ!（ローソン） - アンバサダー[148]。
- パンの赤ちゃん（2024年12月6日公開のオリジナル短編アニメーション）‐こやまたくや／フランスパンの赤ちゃん役[149]

## エピソード
- こやまは大学時代に、ももいろクローバーZのコピーバンドという活動スタイルを取り入れていた。こやまは当時を振り返り、「そこで吸収したポップな要素がヤバTの楽曲にも現れてると思います。いつだってももクロは俺の味方。そう思うと何でも乗り越えられる気がします」と述べている[185]。
- バンド名に反して、バンドの公式マスコットはタンクトップくんで、「バンド名でハードルが上がりすぎた」という理由から結成以来長らくオフィシャルグッズでTシャツを販売していなかったが、2016年にようやく初のオフィシャルTシャツを販売した[186]。
- 「あつまれ!パーティーピーポー」は楽曲の一部がLMFAOの「Shots」のオマージュになっており、メジャーデビュー盤に再録するにあたり、LMFAOから許諾を得て、原曲の作詞・作曲者のクレジットが併記された。その後、LMFAOのメンバー、Redfooから「ヤバTまじでお気に入り！日本でツアー一緒に周りたいぜ！」という旨のメッセージ動画が公開された[187]。
- 結成当初からNHK紅白歌合戦への出場を目標としており、「紅白を地上波初歌唱の場にしたい」との理由から、メジャー進出後も長らく地上波での歌唱を行っていなかったが、2022年8月の日本武道館公演で「年内の紅白に出れなかったら地上波歌唱を解禁する」と発表。この年の紅白出場は叶わなかったが、発表通り2023年より地上波での歌唱を解禁。2月27日（26日深夜）放送のフジテレビ系『Love music』が地上波初歌唱となった（歌唱曲は『ちらばれ!サマーピーポー』『かわE』『Blooming the Tank-top』の3曲）。同番組には同年9月18日（17日深夜）放送の最終回にも出演した（歌唱曲は『NO MONEY DANCE』）[188]。
- 毎年紅白歌合戦の話題がネット上で上がると、X(旧Twitter)のトレンドなどで「#ヤバTを紅白に出してあげて」というハッシュタグがトレンド入りする。